# Aleksandr Zàitsev (escaquista)
Aleksandr Nikolàievitx Zàitsev (Vladivostok, 15 de juny de 1935 – 31 d'octubre de 1971), fou un jugador d'escacs soviètic, que ostentà el títol de Gran Mestre des de 1967.
|  |

## Resultats destacats en competició
El seu millor resultat fou un empat al primer lloc en el Campionat d'escacs de la Unió Soviètica de 1968/69 celebrat a Alma Ata, en què va perdre el desempat contra Lev Polugaievski. També va empatar al primer lloc al fort torneig de Sotxi 1967, amb 10/15 punts, amb Nikolai Kroguius, Borís Spasski, Leonid Xamkóvitx i Vladimir Simagin. El 1968, a Grozni, es proclamà Campió de la RFSS de Rússia.
El seu nom és lligat al gambit Zàitsev de la defensa Grünfeld (1.d4 Cf6 2.c4 g6 3.Cc3 d5 4.h4).